# Василик Ярослав Олексійович
Яросла́в Олексі́йович Васи́лик (псевдо «Грім», «Якір»; 1922, с. Вікно, нині Городенківська міська громада, Коломийський район, Івано-Франківська область — 9 серпня 1946, біля с. Спас, нині Нижньовербізька сільська громада, Коломийський район, Івано-Франківська область) — український військовик, лицар Срібного хреста заслуги УПА.

## Життєпис
Ярослав Васили побачив світ у родині Олекси і Марії Василиків. Його батько працював директором школи у селі Вікно. Ярослав мав також двох братів, Володимира і Мирона, які також брали участь у визвольних змаганнях 1940-1950-х років. Освіта — незакінчена вища: навчався у Львівській політехніці. Член ОУН з 1940 р. Керівник Городенківського повітового (1944), референт пропаганди Коломийського окружного (1945-08.1946) проводів ОУН, редактор повстанської газети «За волю».
9 серпня 1946 року очолювана ним боївка натрапила на засідку опергрупи Яблунівського РВ УМВС. Під командуванням Ярослава Василика бійці вели тривалий бій, прикриваючи їхній відхід «Грім» був поранений в обидві ноги. Він відстрілювався до передостаннього патрона, після чого застрелився, щоби не потрапити в полон. З приводу його героїчної загибелі мешканці села Спас склали пісню:
З вівтірка на середу сталася новина,
У Крушнику вбили дорогого сина.

Дістав кулі в обі ноги, не міг втікати.

Крикнув: «Друзі, мушу ся стріляти».

## Нагороди
Відзначений Срібним хрестом заслуги (23.08.1948).